# Attilio Bettega

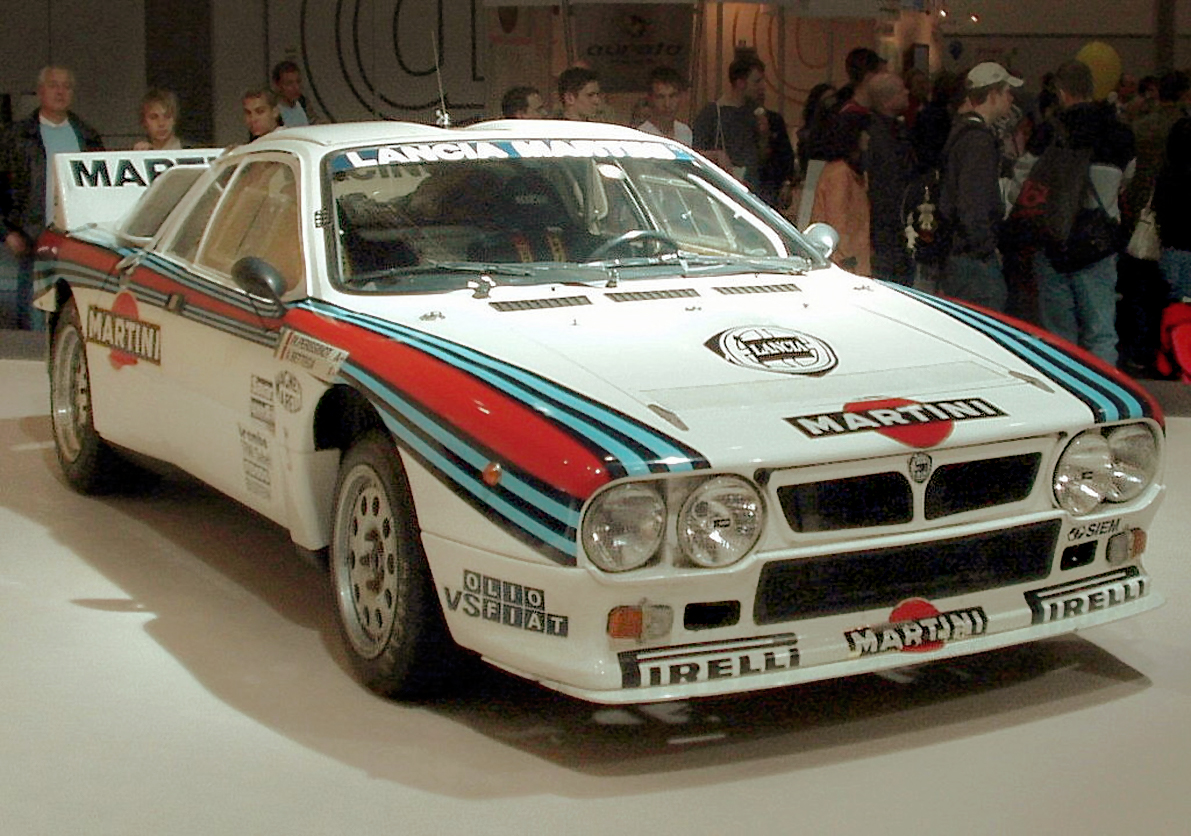
Attilio Bettegas Lancia Rally 037

Attilio Bettega (* 19. Februar 1953 in Molveno; † 2. Mai 1985 in Zérubia) war ein italienischer Rallyefahrer.

## Karriere
Attilio Bettega begann seine Karriere 1972 mit einem privat finanzierten Fiat 128 Coupè in der Rallye-Europameisterschaft (ERC). Insgesamt gelangen ihm in der ERC zwei Gesamtsiege bei sieben Podestplätzen. Im Jahr 1978 startete Bettega zum ersten Mal in der Rallye-Weltmeisterschaft (WRC). Er bestritt die Rallye Sanremo und die Rallye Korsika mit einem Lancia Stratos HF, bei beiden Bewerben fiel er aus. Bei 26 Rallyes errang Bettega sechs Podestplätze. Sein größter Erfolg fuhr er 1984 bei der Rallye Sanremo heraus, wo er mit einem Lancia Rally 037 den zweiten Rang erreichte.

### Tödlicher Unfall
In der vierten Wertungsprüfung der Rallye Korsika 1985 prallte Attilio Bettega mit seinem Lancia Rally 037 nach einer Kurve gegen einen Baum und war auf der Stelle tot. Während das Auto auf der Fahrerseite komplett zerstört wurde, konnte sein Beifahrer Maurizio Perissinot dem Wagen unverletzt entsteigen. Über die Ursache des Unfalls konnte nur spekuliert werden. Sein Beifahrer Perissinot vermutete, dass ein Schwächeanfall für den Fahrfehler verantwortlich gewesen sei. Ebenfalls auf Korsika verloren ein Jahr später Henri Toivonen und Co-Pilot Sergio Cresto ihr Leben. Ihr Lancia Delta S4 kam von der Straße ab und fing Feuer. Nach diesen Tragödien wurden die Gruppe-B-Rallyefahrzeuge verboten von der FIA in der Rallye-Weltmeisterschaft. Bettega wurde in seinem Heimatort Molveno in Italien beigesetzt.

### WRC-Podeste
| Rang | Rallye              | Jahr | Beifahrer           | Auto             |
| ---- | ------------------- | ---- | ------------------- | ---------------- |
| 3    | Rallye San Remo     | 1979 | Maurizio Perissinot | Fiat 131 Abarth  |
| 3    | Rallye Griechenland | 1981 | Maurizio Perissinot | Fiat 131 Abarth  |
| 3    | Rallye Neuseeland   | 1983 | Maurizio Perissinot | Lancia Rally 037 |
| 3    | Rallye Sanremo      | 1983 | Maurizio Perissinot | Lancia Rally 037 |
| 3    | Rallye Portugal     | 1984 | Maurizio Perissinot | Lancia Rally 037 |
| 2    | Rallye Sanremo      | 1984 | Maurizio Perissinot | Lancia Rally 037 |